# Alaba culliereti
Alaba culliereti is een slakkensoort uit de familie van de Litiopidae. De wetenschappelijke naam van de soort is voor het eerst geldig gepubliceerd in 1890 door Dautzenberg.